# Olefirivka, Mirhorod
Olefirivka (în ucraineană Олефірівка) este un sat în comuna Savînți din raionul Mirhorod, regiunea Poltava, Ucraina. În secolul al XIX-lea, satul făcea parte din volostul Savînți, uezdul Mirhorod.

## Demografie
Componența lingvistică a localității Olefirivka
     Ucraineană (98,18%)
     Rusă (1,82%)
Conform recensământului din 2001, majoritatea populației localității Olefirivka era vorbitoare de ucraineană (98,18%), existând în minoritate și vorbitori de rusă (1,82%).